# Vanilla hartii
Vanilla hartii är en orkidéart som beskrevs av Robert Allen Rolfe. Vanilla hartii ingår i släktet Vanilla och familjen orkidéer. Inga underarter finns listade i Catalogue of Life.